# 孟宗汁
孟宗汁（もうそうじる）は山形県庄内地方の郷土料理。孟宗竹のタケノコ（孟宗）を煮て、味噌と酒粕で味付けした汁物である。

## 概要
日本における孟宗竹の産地の最北端は、山形県庄内地方南部にある鶴岡市とされる。鶴岡市の湯田川温泉周辺は孟宗竹の産地としても知られ、湯田川で収穫される孟宗は「湯田川孟宗」として日本全国に知られる。
孟宗汁は味噌汁に酒粕を入れて作るのだが、酒粕を入れるのは日本全国的にも珍しく鶴岡独特の食べ方とされる。

## 食習の機会
湯田川温泉では4月下旬から6月初旬に「孟宗まつり」を開催しており、孟宗汁をはじめとする孟宗料理、孟宗朝市、孟宗収穫体験などを目当てとした観光客が多く訪れる。5月に行われている「酒田まつり」や「鶴岡天神まつり」でも、孟宗汁がご馳走の1つとして提供されている。
鶴岡市では、孟宗汁が初夏を告げる料理となっており、鶴岡市出身の直木賞作家・藤沢周平は孟宗汁のことを「毎年5月になると思い出す季節の味」と語っている。
孟宗の収穫のピークは5月中旬で、孟宗が市販されるようになると各家庭でも孟宗汁が作られるようになり、街中に孟宗汁の香りが漂うようになる。
また、レトルト食品の孟宗汁も販売されており、こちらは通年で食すことができる。

## 材料
孟宗は収穫した直後からえぐみ成分が急増するため、新鮮であればあるほど味が良いとされる。特に朝採りの孟宗が重宝され、収穫シーズン中は朝採り孟宗を買い求める人々が朝から行列をつくるほどである。
具には厚揚げとシイタケ、豚肉などを用いる。厚揚げを用いることが孟宗汁の特徴となっている。庄内地方では、「厚揚げ」のことを「油揚げ（）」と呼び、通常の「油揚げ」のことは「うすあげ」と呼んでいる。豚肉は入れないほうがタケノコの味を感じるとする意見もある。また豚肉ではなく身欠きニシンやアオサを入れることもあり、このあたりは家庭料理故に各家庭によってさまざまである。